# SP-541
A SP-541 é uma rodovia transversal do estado de São Paulo, administrada pelo Departamento de Estradas de Rodagem do Estado de São Paulo (DER-SP).

## Denominações
Recebe as seguintes denominações em seu trajeto:
Nome:	Plácido Rocha, Doutor, Rodovia
- De - até:	SP-300 (Valparaíso) - Destilaria Univalem S/A
- Legislação:	LEI 2.572 DE 02/12/80

## Descrição
É uma rodovia do município de Valparaíso e tem trechos no município de Bento de Abreu. É pavimentada e possui aproximadamente 16 km de extensão. A sua denominação atual foi sancionada pelo governador Paulo Salim Maluf em 1980.
Principais pontos de passagem: Valparaiso (SP 300) - Destilaria Univalem

## Características

### Extensão
- Km Inicial: 39,600
- Km Final: 56,000

### Municípios atendidos
- Valparaíso
- Bento de Abreu